# Goualade
Goualade település Franciaországban, Gironde megyében. Lakosainak száma 107 fő (2022. január 1.). Goualade Saint-Martin-Curton, Giscos, Lerm-et-Musset, Marions, Saint-Michel-de-Castelnau és Escaudes községekkel határos.

## Népesség
A település népességének változása:
| Lakosok száma | 152  | 79   | 76   | 81   | 103  | 103  | 91   | 88   | 86   | 107  |
|               | 1968 | 1982 | 1990 | 2006 | 2013 | 2015 | 2017 | 2019 | 2020 | 2022 |